# 권호장
권호장(權皓章, 1944년 10월 8일~2000년 11월 29일)은 대한민국의 공무원, 지방자치단체장이다. 1971년 행정고시 10회에 합격하여 고양군수, 가평군수, 송탄시장 직대, 송탄시장, 평택시장, 과천시장, 안양시 부시장, 경기도 행정부지사 직대, 행정부지사를 역임했다. 1999년 8월부터 10월까지는 도지사의 직무정지로 경기도지사 직무대리를 역임하기도 했다. 2000년 11월 29일 췌장암으로 사망하였다. 호는 중평(中平)이다.

## 약력
- 1944년 10월 8일 경기도 이천군 설성면 상봉리 출생
- 경기고등학교 문과를 수석으로 졸업
- 서울대학교 재학 중 사법시험에 응시하였으나 낙방
- 1971년 제10회 행정고시 합격
- 의정부시 새마을과장
- 경기도청 농산계장
- 경기도청 상공과장
- 1983년 4월 9일~1984년 6월 13일 경기도 고양군수
- 1984년 6월 14일~1984년 9월 21일 경기도 가평군수
- 경기도지방공무원교육원 원장
- 1987년 1월 7일 서울올림픽대회 조직위 정책연구실 정책연구담당관의 1인으로 선발되다.[1][2][3]
- 1989년 11월 6일 내무부 행정관리담당관
- 1991년 1월 12일 내무부 지방국 지역정책과장
- 1992년 1월 3일 경기도 송탄시장 직무대리[4]
- 1992년 1월 31일~1993년 1월 17일 경기도 송탄시장
- 1993년 1월 17일~1993년 12월 31일 중앙공무원교육원 입교
- 1994년 1월 1일~1994년 10월 5일  경기도 평택시장
- 1994년 10월 6일~1995년 6월 30일 과천시장
- 1995년 7월 29일~안양시 부시장[5]
- 1998년 9월 13일 경기도 행정부지사 직무대리[6][7]
- 1998년 11월 13일~2000년 1월 20일 경기도 행정부지사
- 1999년 8월 1일[8]~1999년 10월 17일 경기도지사 직무대리
- 2000년 2월 1일 지방행정관리관 명예퇴직
- 2000년 11월 29일 서울대학교 병원에서 췌장암으로 사망

## 학력
- 1960년 3월~1963년 2월 경기고등학교 문과 1등(수석)
- 1963년 3월~서울대학교 행정학과

## 가족 관계
- 부인: 백낙경(1950년~)
  - 아들: 권혁부
- 처남: 백낙환, 경기고등학교 동창

## 기타
같은 서울대학교 동문이지만 1988년 서울대 의학과를 졸업하고 같은 서울대 대학원에서 1994년 의학석사 학위, 1998년 의학박사 학위를 받은 동명이인으로 단국대학교 의대 교수, 단대 예방의학센터 소장을 지낸 권호장 (權鎬長)도 있다.